# Aackia
Aackia es un género de Collembola en la familia Isotomidae. Es un género con una única especie denominada Aackia karakoramensis. El género y la especie fueron descriptos en 1966.